# Virus de Naples
Phlebovirus napoliense
Espèce
Synonymes
- Naples phlebovirus (ICTV, 2019)
- Sandfly fever Naples phlebovirus (ICTV, 2015)
- Sandfly fever Naples virus (ICTV, 1981)
- Sandfly Naples virus (ICTV, 1979)

Phlebovirus napoliense, connu sous le nom vernaculaire de virus de Naples ou de virus de la fièvre à phlébotomes de Naples dans les pays francophones (ancienne nomenclature officielle Naples phlebovirus), est un virus à ARN enveloppé et une espèce antigénique du genre Phlebovirus dans la famille Phenuiviridae de l'ordre Hareavirales.

## Description
Le virus Naples est un virus à ARN à simple brin à polarité négative. Son nom officiel est Naples Phlebovirus mais il est internationalement connu aussi sous le nom de Sandfly fever Naples virus (SFNV). Son genome est composé de trois parties et il fait partie du sérogroupe Uukuniemi (UUK). Le sérogroupe SFNV se compose de deux principaux sérocomplexes associés à la maladie chez l'homme, les sérocomplexes de Naples et de Sicile. La fièvre du phlébotome provoque chez l'homme des myalgies, de la fièvre et une élévation des enzymes hépatiques. Elle est difficile à diagnostiquer en dehors des zones endémiques,.

## Réservoir naturel
Les phlébotomes (sous-famille des Phlebotominae, famille des Psychodidae) sont le réservoir naturel ce qui le différencie du virus d'Uukuniemi dont le réservoir sont les tiques. Ces Psychodidae ont une large distribution géographique et transmettent le virus à l'humain par piqûre,,,.

## Taxonomie
Selon la nomenclature officielle de l'ICTV, son nom est Phlebovirus napoliense.